# Wanda Czartoryska
Wanda Czartoryska h. Pogoń Litewska (ur. 20 sierpnia 1862 w Weinhaus k. Wiednia, zm. 16 kwietnia 1920 we Lwowie ) – działaczka społeczna i oświatowa, filantropka, przewodnicząca Towarzystwa Gospodarczego Wykształcenia Kobiet i Komitetu Opieki nad Żołnierzem Polskim, fundatorka żeńskiej szkoły gospodarczej w Snopkowie. 

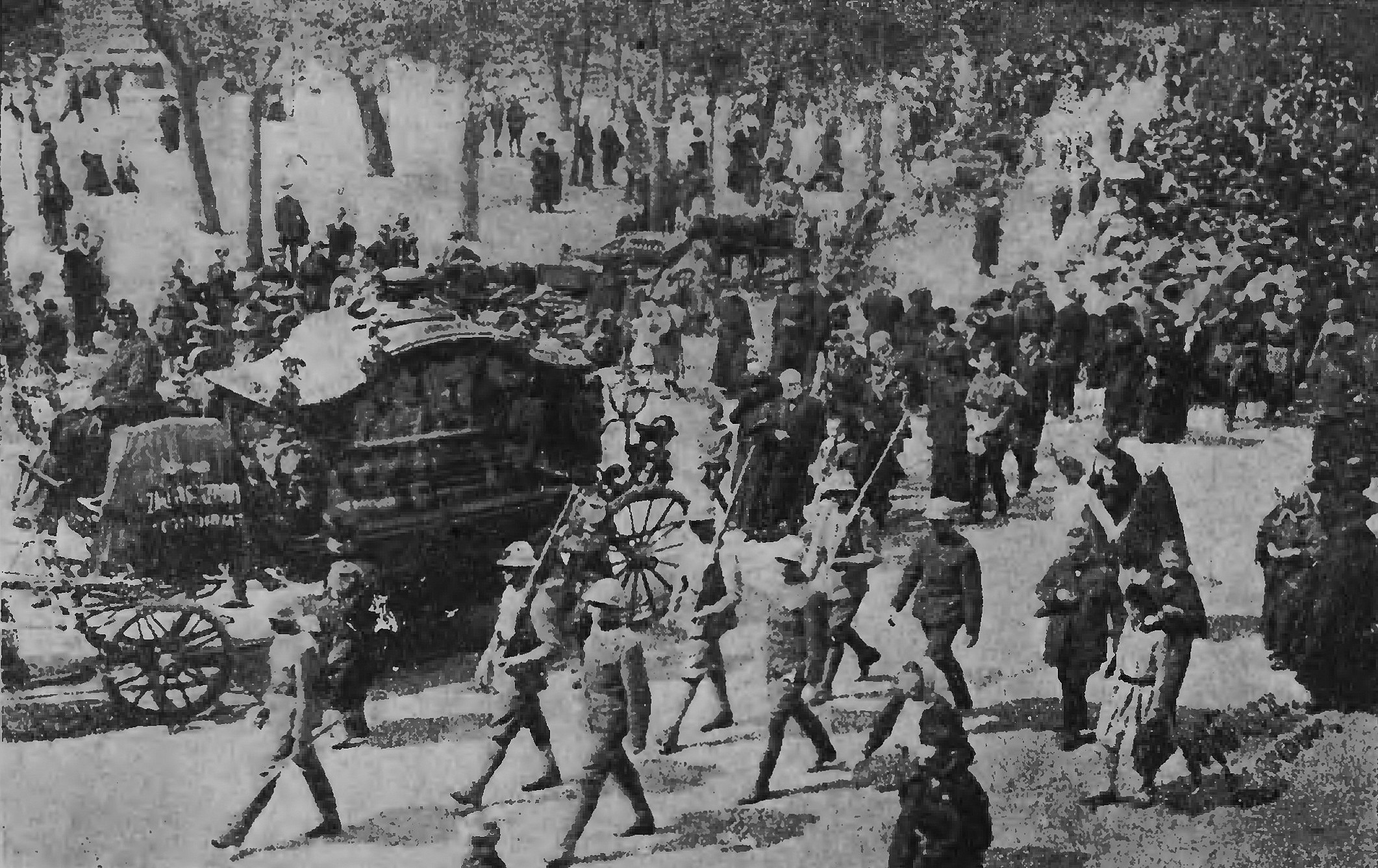
Pogrzeb Wandy Czartoryskiej

## Życiorys
Córka Jerzego Konstantego Czartoryskiego i Marii Czermak, siostra Witolda Czartoryskiego. 
Po zakończeniu edukacji zamieszkała w Wiązownicy, gdzie zaangażowała się w pomoc dla ludności wiejskiej. W 1892 założyła w Czerwonej Woli ochronkę dla dzieci, prowadzoną przez siostry służebniczki starowiejskie. Swoją działalność na rzecz rozwoju edukacji wiejskiej kontynuowała w ramach Związku Kół Ziemianek oraz  Stowarzyszenie Miłosierdzia św. Wincentego á Paulo. W 1899 wydawała własnym kosztem dzieła Adama Mickiewicza, które rozprowadziła w różnych środowiskach. 
W 1906 przyczyniła się do powstania Towarzystwa Gospodarczego Wykształcenia Kobiet, którego została przewodniczącą. Rozpoczęła od organizowania w dobrach Czartoryskich kół włościanek. Szczególnie dobrze zostały przyjęte hafty wiązownickie. 
Nawiązała współpracę z Janiną Karłowicz, organizatorką szkolnictwa żeńskiego, pod której wpływem przekazała 100 000 koron na zorganizowanie i budowę gospodarczej szkoły dla dziewcząt w Snopkowie k. Lwowa (początkowo pod nazwą Seminarium Gospodarcze, od maja 1923 Główna Szkoła Gospodarcza Żeńska, od czerwca 1935 Szkoła Gospodarcza Żeńska, od 1938 Prywatny Instytut Gospodarczego Kształcenia Kobiet). W 1911 położono kamień węgielny pod nowy budynek szkolny i internat, a dwa lata później edukację rozpoczęły tu pierwsze uczennice. 
W latach 1918−1919 Wanda Czartoryska czynnie zaangażowała się w pomoc dla oddziałów polskich broniących Lwowa. Objęła też funkcję przewodniczącej Komitetu Opieki nad Żołnierzem Polskim.  Po zakończeniu działań wojennych przystąpiła do remontu uszkodzonego budynku szkoły w Snopkowie. Na potrzeby szkoły zakupiła też pobliski 25-hektarowy folwark Bielosko.
Zmarła bezpotomnie. Została pochowana w grobowcu rodzinnym na Cmentarzu Łyczakowskim.

## Ordery i odznaczenia
- Krzyż Oficerski Orderu Odrodzenia Polski (pośmiertnie, 28 kwietnia 1926)[9]
- Krzyż Obrony Lwowa[10]
- Odznaka pamiątkowa „Orlęta”[10]